# Larix lyallii
Larix lyallii là một loài thực vật hạt trần trong họ Thông. Loài này được Parl. miêu tả khoa học đầu tiên năm 1863.